# Station Neffe (Luxemburg)
Station Neffe was een spoorweghalte langs spoorlijn 164 (Bastogne - Kautenbach) in de Belgische stad Bastenaken.
0,0: Bastenaken-Noord ·
4,2: Neffe ·
7,3: Benonchamps